# Mesić (Vršac)
Pour les articles homonymes, voir Mesić.
Mesić (en serbe cyrillique : Месић ; en roumain : Mesici ; en hongrois : Meszesfalva ; en allemand : Mesitsch) est un village de Serbie situé dans la province autonome de Voïvodine. Il fait partie de la municipalité de Vršac dans le district du Banat méridional. Au recensement de 2011, il comptait 202 habitants.
Le village de Mesić fut élevé autour du monastère de Mesić.

## Démographie

### Évolution historique de la population
| 1948 | 1953 | 1961 | 1971 | 1981 | 1991 | 2002 | 2011 |
| ---- | ---- | ---- | ---- | ---- | ---- | ---- | ---- |
| 490  | 477  | 470  | 431  | 392  | 347  | 227  | 202  |

|  |

## Monastère
Le monastère de Mesić a été probablement fondé à la fin du XVe siècle par le despote serbe Jovan Branković, qui, au moment de la conquête de la Serbie par les Ottomans, fut le dernier souverain de la dynastie des Branković. Parmi les bienfaiteurs représentés dans l'église du monastère figure une fresque représentant Jovan Brankovic.
L'église du monastère est dédiée à saint Jean-Baptiste. Elle a été construite dans la tradition de l'école moravienne, avec une nef unique surmontée d'un dôme et un chœur rectangulaire. En revanche, elle a subi des transformations importantes au XVIIIe siècle, au moment de la rénovation du monastère, avec la construction d'un exonarthex et d'un clocher baroque, inspiré des réalisations de l'architecte bohémien Anton Bloberger. De nombreuses icônes font la richesse du monastère mais Mesić est surtout connu pour une icône miraculeuse de la Vierge Marie, connue sous le nom de Dostojno jest (« Elle est noble »). Cette icône, provenant du Mont Athos, a été apportée au monastère en 1803.